# Sunnery James & Ryan Marciano
Sunnery James & Ryan Marciano est un duo de disc jockeys et producteurs néerlandais.
Habitués des labels de renoms, ils sortent SOTU en mars 2013, collaboration avec Nicky Romero, sur le label de Steve Angello. Le titre est un succès et se classe 2e du top 100 établi par Beatport.
Peu après, le duo rejoindra Spinnin' Records, où il signera de nombreux singles comme Triton, Salute, ou encore Come Follow plus récemment.
Il rejoindra ensuite Armada Music le label d'Armin van Buuren.

## Discographie[4]

### Singles
Seuls les singles et remixes sortis depuis octobre 2012 figurent dans la liste ci-dessous :
- 2012 : Finally Here [Spinnin Records]
- 2013 : Firefaces (Energy 2013 Anthem) (avec Jaz von D) [Spinnin Records]
- 2013 : Stiffness (avec Chocolate Puma) [X]
- 2013 : Ultronic [Spinnin Records]
- 2013 : Triton (Dance Valley 2013 Anthem) (avec DubVision) [Spinnin Records]
- 2013 : S.O.T.U. (avec Nicky Romero) [Size Records]
- 2014 : Circus [Musical Freedom]
- 2014 : One Life [DOORN (Spinnin)]
- 2014 : Salute [Spinnin Records]
- 2014 : Red Moon [DOORN (Spinnin)]
- 2015 : Come Follow feat. KiFi [Spinnin Records]
- 2015 : Karusell (avec Leroy Styles) [Spinnin Records]
- 2015 : ABC (avec Sander van Doorn) [Doorn Records (Spinnin)]
- 2015 : Horny Bounce [Armada Trice]